# Історія пана Зоммера
«Повість про пана Зоммера» (нім. Die Geschichte von Herrn Sommer)  — книга німецького письменника Патріка Зюскінда, в якій він звертається до внутрішнього світу підлітка, розповідаючи про нього з легкою іронією і ніжністю. Ця книга розкриває нові грані таланту Зюскінда. У цьому творі оповідається історія дивного та сумного пана Зоммера, яка ведеться від імені сусідського хлопчика. Зоммер в повісті вимовляє всього лише одну фразу: «Та дайте вже мені спокій!».
Патрік Зюскінд безпомилково знаходить правильну інтонацію спогадів — між гумором і болем. Вся книга — це суміш поезії, ніжності та м'якого гумору, казка, родом з дитинства, пронизана гіркою та солодкою ностальгією.

## Сюжет
Головний герой розповідає свої підліткові спогади. Основна тема — самотність. У селі, де проживав оповідач, жив дуже дивний пан Зоммер. Він жив зі своєю дружиною, дітей не мали. Зоммер мав клаустрофобію, тому цілими днями ходив околицями зі своєю тростиною і рюкзаком. Фактично він нічим не займався. На вітання перехожих відгукувався нерозбірливо, і єдине зрозуміле речення, яке люди від нього чули, було: «Та дайте вже мені спокій!». Ця фраза настільки глибоко запала в душу оповідачеві, що, коли він побачив спробу пана Зоммера втопитися, не став його зупиняти й дав йому померти.